# Grand Prix Formule 1 van Groot-Brittannië 1972
De Grand Prix Formule 1 van Groot-Brittannië 1972 werd gehouden op 15 juli 1972 op Brands Hatch.

## Uitslag
| Positie | Nummer | Rijder                | Team          | Ronden | Tijd/Opgave     | Startplaats | Punten |
| ------- | ------ | --------------------- | ------------- | ------ | --------------- | ----------- | ------ |
| 1       | 8      | Emerson Fittipaldi    | Lotus-Ford    | 76     | 1:47:50.2       | 2           | 9      |
| 2       | 1      | Jackie Stewart        | Tyrrell-Ford  | 76     | 4.1             | 4           | 6      |
| 3       | 19     | Peter Revson          | McLaren-Ford  | 76     | + 1:12.5        | 3           | 4      |
| 4       | 17     | Chris Amon            | Matra         | 75     | + 1 Ronde       | 17          | 3      |
| 5       | 18     | Denny Hulme           | McLaren-Ford  | 75     | + 1 Ronde       | 11          | 2      |
| 6       | 6      | Arturo Merzario       | Ferrari       | 75     | + 1 Ronde       | 9           | 1      |
| 7       | 3      | Ronnie Peterson       | March-Ford    | 74     | Spin            | 8           |        |
| 8       | 27     | Carlos Reutemann      | Brabham-Ford  | 73     | + 3 Ronden      | 10          |        |
| 9       | 4      | Niki Lauda            | March-Ford    | 73     | + 3 Ronden      | 19          |        |
| 10      | 33     | Rolf Stommelen        | March-Ford    | 71     | + 5 Ronden      | 25          |        |
| 11      | 11     | Jean-Pierre Beltoise  | BRM           | 70     | + 6 Ronden      | 6           |        |
| 12      | 28     | Wilson Fittipaldi Jr. | Brabham-Ford  | 69     | Ophanging       | 22          |        |
| 13      | 31     | Mike Beuttler         | March-Ford    | 69     | + 7 Ronden      | 23          |        |
| NF      | 22     | Tim Schenken          | Surtees-Ford  | 64     | Ophanging       | 5           |        |
| NF      | 2      | François Cevert       | Tyrrell-Ford  | 60     | Spin            | 12          |        |
| NF      | 9      | David Walker          | Lotus-Ford    | 59     | Ophanging       | 15          |        |
| NF      | 5      | Jacky Ickx            | Ferrari       | 49     | Oliedruk        | 1           |        |
| NF      | 26     | Graham Hill           | Brabham-Ford  | 47     | Spin            | 21          |        |
| NF      | 25     | Carlos Pace           | March-Ford    | 39     | Differentieel   | 13          |        |
| NF      | 14     | Jackie Oliver         | BRM           | 36     | Ophanging       | 14          |        |
| NF      | 21     | Mike Hailwood         | Surtees-Ford  | 31     | Versnellingsbak | 7           |        |
| NF      | 29     | Dave Charlton         | Lotus-Ford    | 21     | Versnellingsbak | 24          |        |
| NF      | 30     | Nanni Galli           | Tecno         | 9      | Spin            | 18          |        |
| NF      | 24     | Henri Pescarolo       | Politoys-Ford | 7      | Ongeluk         | 26          |        |
| NF      | 12     | Peter Gethin          | BRM           | 5      | Motor           | 16          |        |
| NF      | 23     | Andrea de Adamich     | Surtees-Ford  | 3      | Ongeluk         | 20          |        |

## Statistieken
| Pole-position | Jacky Ickx     | Ferrari      | 1:22.2 |
| Snelste ronde | Jackie Stewart | Tyrrell-Ford | 1:24.0 |

## Noot
- Dit was het debuut van de Britse coureurs Ray Allen en Tony Trimmer; de Italiaanse coureur Arturo Merzario en de Franse coureur François Migault.
- Tiende podiumplaats voor Emerson Fittipaldi en voor een Braziliaanse coureur.

1926 · 1927 · 1948 · 1949 · 1950 · 1951 · 1952 · 1953 · 1954 · 1955 · 1956 · 1957 · 1958 · 1959 · 1960 · 1961 · 1962 · 1963 · 1964 · 1965 · 1966 · 1967 · 1968 · 1969 · 1970 · 1971 · 1972 · 1973 · 1974 · 1975 · 1976 · 1977 · 1978 · 1979 · 1980 · 1981 · 1982 · 1983 · 1984 · 1985 · 1986 · 1987 · 1988 · 1989 · 1990 · 1991 · 1992 · 1993 · 1994 · 1995 · 1996 · 1997 · 1998 · 1999 · 2000 · 2001 · 2002 · 2003 · 2004 · 2005 · 2006 · 2007 · 2008 · 2009 · 2010 · 2011 · 2012 · 2013 · 2014 · 2015 · 2016 · 2017 · 2018 · 2019 · 2020 · 2021 · 2022 · 2023 · 2024 · 2025 · 2026 · 2027 · 2028 · 2029 · 2030 · 2031 · 2032 · 2033 · 2034
Als eretitel: 1923 (Italië) · 1924 (Frankrijk) · 1925 (België) · 1926 (San Sebastián) · 1927 (Italië) · 1928 (Italië) · 1930 (België) · 1947 (België) · 1948 (Zwitserland) · 1949 (Italië) · 1950 (Groot-Brittannië) · 1951 (Frankrijk) · 1952 (België) · 1954 (Duitsland) · 1955 (Monaco) · 1956 (Italië) · 1957 (Groot-Brittannië) · 1958 (België) · 1959 (Frankrijk) · 1960 (Italië) · 1961 (Duitsland) · 1962 (Nederland) · 1963 (Monaco) · 1964 (Groot-Brittannië) · 1965 (België) · 1966 (Frankrijk) · 1967 (Italië) · 1968 (Duitsland) · 1972 (Groot-Brittannië) · 1973 (België) · 1974 (Duitsland) · 1975 (Oostenrijk) · 1976 (Nederland) · 1977 (Groot-Brittannië)
Als alleenstaande race: 1983 · 1984 · 1985 · 1993 · 1994 · 1995 · 1996 · 1997 · 1999 · 2000 · 2001 · 2002 · 2003 · 2004 · 2005 · 2006 · 2007 · 2008 · 2009 · 2010 · 2011 · 2012 · 2016